# Tsarong Dasang Dramdül
Tsarong Dasang Dramdül, kortweg Tsarong of met zijn titel Tsarong Dzasa (Phenpo (ten noorden van Lhasa), 1888 - Lhasa, 14 mei 1959) was een Tibetaans militair en daarna politicus. Hij was een vertrouweling van de dertiende dalai lama.
Hij was een voorstander van modernisering en wilde de oude hiërarchische orde breken, bestaande uit adel in Tibet en Tibetaanse kloosterorganisaties, om Tibet meer verenigbaar te maken met de buitenwereld. Hij moderniseerde het Tibetaanse defensiesysteem, bouwde aan internationale relaties en probeerde de Tibetaanse munt te versterken. Tsarong beheerste het Russisch, Mongools en Hindoestani.
In maart 1959, rond de opstand in Tibet werd hij gevangengezet door de Chinese autoriteiten en in mei dat jaar overleed hij in de gevangenis in Lhasa.

## Militaire carrière 1888 - 1913
Hij groeide op met de naam Namgang. Als kind vielen zijn leervaardigheden op en hij werd op jonge leeftijd in 1900 opgenomen in het Norbulingka-paleis en trad kort erop in dienst van de dertiende dalai lama.
Namgang begeleidde de dalai lama op zijn reis naar Mongolië in 1903 en werd vanaf dat moment diens naaste bediende. Van de dalai lama kreeg hij de bijnaam Chensel, vertaald binnen zichtbereik vanwege zijn constante aanwezigheid. In de loop van de jaren breidde zijn rol als bediende uit tot adviseur. In april 1908 werd hem toevertrouwd uit naam van de Tibetaanse regering de handelsverdragen in Calcutta te tekenen.

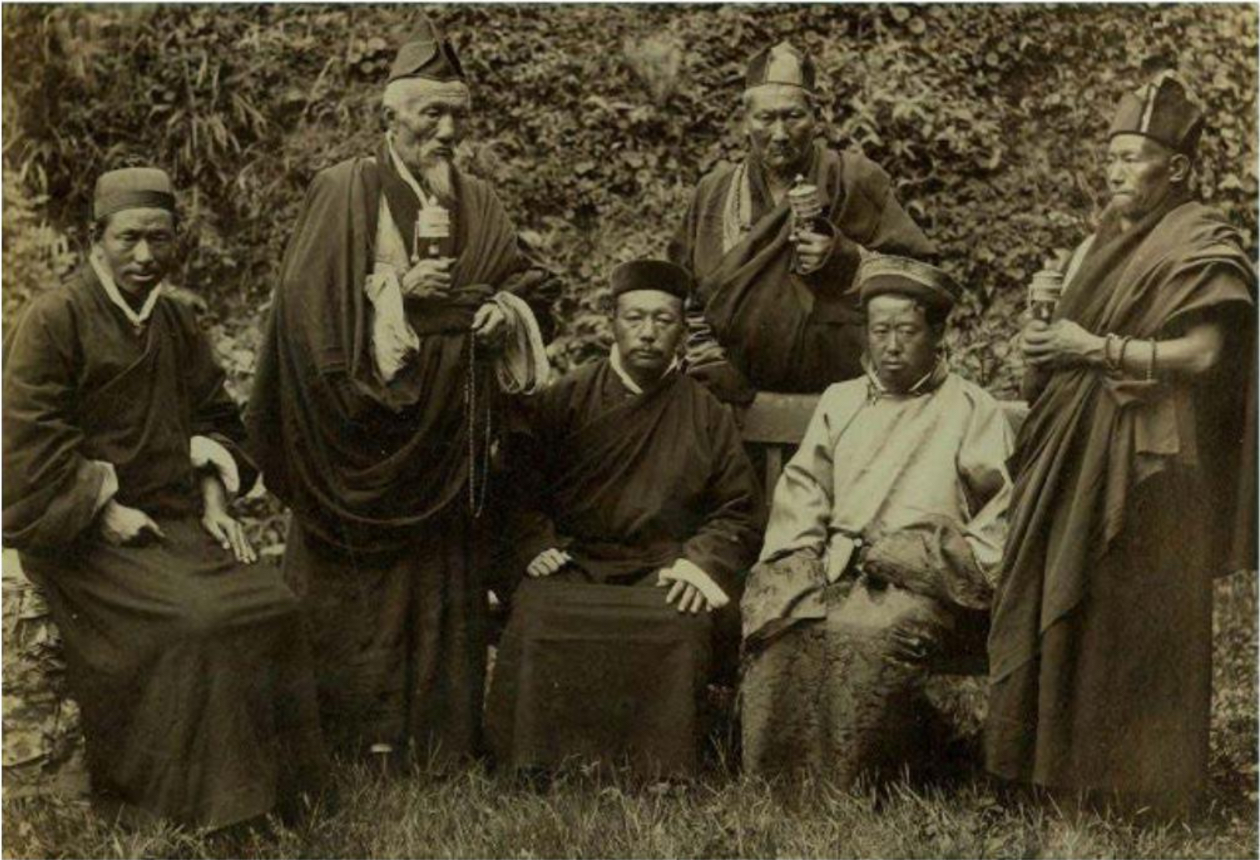
De dertiende dalai lama (rechts) met Thutob Namgyal (links), de koning van Sikkim in Darjeeling in 1911. Dit ballingschap was mogelijk door een militaire interventie bij Chaksam van Tsarong

Toen de dalai lama maart 1910 in ballingschap vluchtte naar Brits-Indië, bleef Namgang achter in Chaksam met een leger Tibetaanse soldaten. Hier leverde hij een slag met de Chinese troepen die de vlucht van de dalai lama wilden verhinderen en wist de Chinese eenheid twee dagen op te houden. Om deze interventie kreeg hij later de bijnaam de Held van Chaksam. Kort erop leidde hij de dalai lama naar Brits-Indië en verbleef meer dan een jaar met hem in Darjeeling.
In de herfst van 1911, ten tijde van de Xinhai-revolutie in de laatste dagen van het Chinees Keizerrijk en parallel eraan de opstand in Tibet werd hij door de dalai lama naar Shigatse gestuurd en dwong hij een Chinees garnizoen tot overgave.
Nog in Brits-Indië, begin 1912 benoemde de dalai lama Namgang officieel tot opperbevelvoerder van Tibet en onderscheidde hij hem met de titel Dzasa. In juli 1913 trouwde hij met de oudste dochter van wijlen minister Tsarong Dapon. Later trouwde hij nogmaals met een dochter van Tsarong Dapon, Rinchen Dolma Taring, delatere echtgenote van Jigme Taring. Door dit huwelijk erfde hij de naam Tsaron met bijbehorende titels.
Begin 1912, na zijn benoeming als opperbevelhebber werd Tsarong naar Lhasa gezonden om nauwe samen te werken met de oprichters van het Tibetaanse ministerie van oorlog, Trimön en Chamba Tendar. In Lhasa formuleerden en coördineerden ze een revolte tegen de Chinese manschappen die na de val van de Mantsjoe-regime en de voortgaande Chinese revolutie sterk was verzwakt. De Chinese functionarissen werden uit hun ambt gezet. Het ontbrak het Chinese leger aan voorraden en versterkingen en na een half jaar verblijf in het China gezinde klooster Tsemönling onder bestuur van de tiende demo rinpoche, werd het werd door het leger onder leiding van Tsarong tot overgave gedwongen op 12 augustus 1912.

## Internationale betrekkingen en militaire modernisering 1914 - 1925

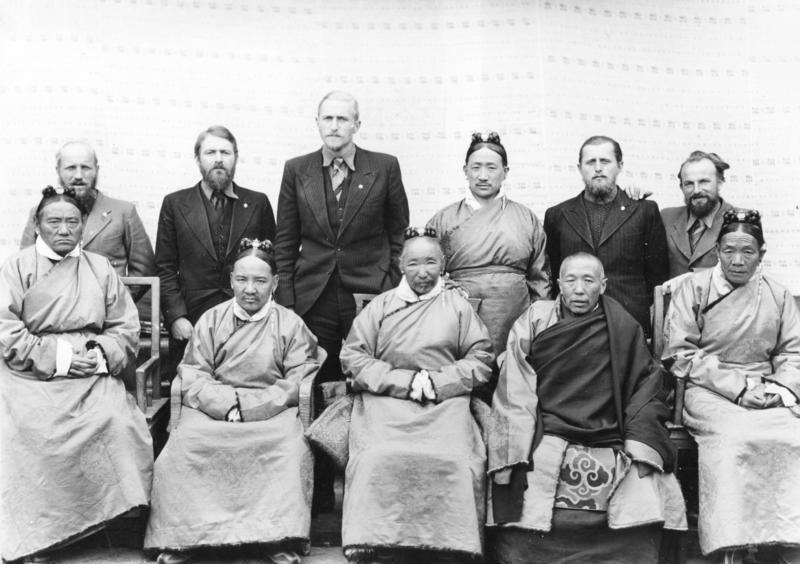
Tsarong (linksvoor) met andere Tibetaanse functionarissen en de Duitse expeditie, 1938

Hierop keerde de dalai lama terug uit ballingschap en riep hij begin 1913 de onafhankelijkheid van Tibet uit. Volgend op de onafhankelijkheidsverklaring werd Tsarong een leidend figuur in de eerste helft van de 20e eeuw.

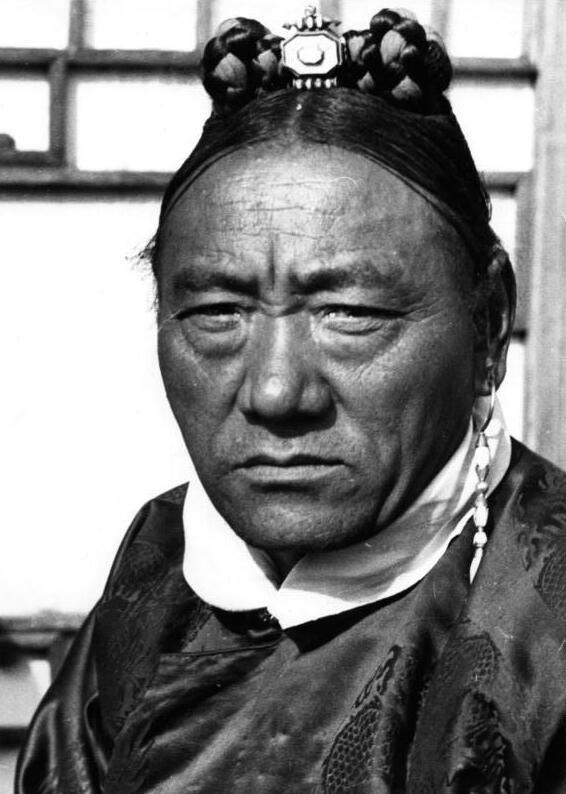
Tsarong, 1938

Tijdens zijn buitenlandse reizen deed hij staatkundige ervaring op en raakte hij ervan overtuigd dat een onafhankelijk land een leger van betekenis nodig had. Een militaire macht moest eveneens heersen over de onderdanen in het land, om zodoende de bedreigingen van interne verdeling tegen te gaan en lokale en aristocratische privileges weg te nemen, ten voordele van het centrale gezag. Hoewel Tsarong erg populair was bij gewone Tibetanen, zagen adel in Tibet en Tibetaanse kloosterorganisaties zijn revolutionaire ideeën van modernisering en drastische herstructurering van landerijen en belangen als een grote bedreiging.
In de jaren twintig was het Tibetaanse leger veel sterker geworden en de oude generaals in Lhasa hadden plaats gemaakt voor een jongere lichting. Tsarong eiste dat er een vertegenwoordiging van het leger in het Tibetaanse parlement (tsongdu) diende te zitten. Dit was ongekend in Tibetaanse begrippen en minister Lungshar zette de monnikfunctionarissen aan om er een halszaak van te maken. De paleizen Norbulingka en Potala werden door monniken zwaar bewaakt in afwachting van een militaire overname. De generaals reageerden door de troepen in snel tempo te bewapenden.
Op dit moment mengde de dalai lama zich in het conflict. Hij ontsloeg twee generaals (dapons), Shasur en Tsogo, en een minister (kalön), Khemey (ook wel Kunzangtse). Tsarong werd naar Yatung gezonden en deed in 1924-25 ook Brits-Indië en Nepal aan voor een pelgrimage. Toen hij bij terugkomst op één dag reizen van Lhasa was, werd hem te kennen gegeven dat hij van zijn post als opperbevelhebber was ontheven; hij bleef wel kalön.

## Economische vooruitgang 1925 - 1950

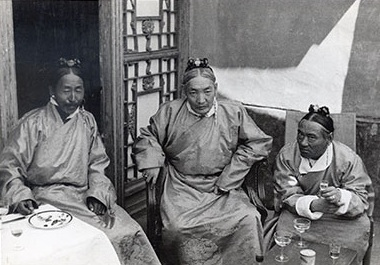
V.l.n.r. Norbu Döndrup, Trimön en Tsarong, 1936

Desondanks bleef hij invloedrijk en had hij de steun van de monniken van een van de drie belangrijkste kloosters in Tibet, Drepung, die hij had bijgestaan tijdens een twist in 1929. Tsarong zou meerdere malen in zijn leven naar Sikkim reizen. In 1940 maakte hij een reis naar Gangtok, waar hij de maharadja van Sikkim, Tashi Namgyal ontmoette en hij meermaals werd vastgelegd op foto's.
Tsarong was prominent aanwezig op economisch gebied in de jaren dertig en veertig. Na de dood van de dertiende dalai lama, waarbij Lungshar tevergeefs had geprobeerd de macht over te nemen en de belangrijkste vertrouweling van de dalai lama Thubten Kunphela was verbannen naar Kongpo, nam Tsarong de positie van de laatste in als hoofd van het Trapchi Lotru Lagyung. In het Engels meestal vertaald als Trapchi Electrical Machine Office. Dat was een complex van enkele gebouwen en kantoren even buiten Lhasa, waar wat munitie geproduceerd werd en bankbiljetten gedrukt. Een deel van de energie hiervoor werd geleverd door een eenvoudige en kleine waterkrachtcentrale.
Tijdens deze periode was Tsarong actief in civieltechnische werken in Tibet. In 1937 zag hij bijvoorbeeld toe op de bouw van een stalen brug over de rivier Trisum, op 12 km van Lhasa op de route van Lhasa naar Brits-Indië. Ook ondernam hij andere bouwprojecten.

## Chinese bezetting en opstand in Tibet 1950-1959
In 1950-51 vond de invasie van Tibet plaats door het Chinese Volksbevrijdingsleger en in maart 1959 brak een opstand in Tibet uit, waarbij de veertiende dalai lama het land ontvluchtte. Tsarong werd aangesteld om te onderhandelen met de Chinese autoriteiten in Lhasa, maar voordat de onderhandelingen konden worden afgerond, kwamen het Potala en Norbulingka onder kanonvuur te liggen. Enkele duizenden Tibetanen vonden de dood in de aanval en Tsarong werd samen met een aantal andere hoge functionarissen gevangengezet, sommigen kwamen om. Niet lang erna, in mei dat jaar overleed Tsarong in een Chinese militaire gevangenis.